# Diacavolinia striata
Diacavolinia striata is een slakkensoort uit de familie van de Cavoliniidae. De wetenschappelijke naam van de soort is voor het eerst geldig gepubliceerd in 1993 door van der Spoel, Bleeker & Kobayasi.